# Labastide-Chalosse
Labastide-Chalosse – to miejscowość i gmina we Francji, w regionie Nowa Akwitania, w departamencie Landy.
Według danych na rok 1990 gminę zamieszkiwało 138 osób, a gęstość zaludnienia wynosiła 30 osób/km² (wśród 2290 gmin Akwitanii Labastide-Chalosse plasuje się na 1038. miejscu pod względem liczby ludności, natomiast pod względem powierzchni na miejscu 1447.).